# Folklore internacional
Folklore internacional es un álbum en directo de varios intérpretes de distintas nacionalidades, lanzado en 1973, y grabado en agosto de ese mismo año en el festival alemán Xº Festival de la juventud y los estudiantes celebrado en Berlín.

## Lista de canciones
| N.º | Título                    | Música                     | Intérprete                                                                       | Duración |  |
| 1.  | «I shall sing»            |                            | Miriam Makeba                                                                    |          |  |
| 2.  | «Padapada»                |                            | Miriam Makeba                                                                    |          |  |
| 3.  | «La fiesta de San Benito» | popular boliviana          | Inti-Illimani                                                                    |          |  |
| 4.  | «Ungarische volkslieder»  |                            | Kamilla Davoi Nagy                                                               |          |  |
| 5.  | «Quadriga»                |                            | Volksinstrumentenorchester der Musikschule Kotel                                 |          |  |
| 6.  | «Die strasse entlang»     |                            | Staatliches ensemble der Volker Sibiriens                                        |          |  |
| 7.  | «La muerte del carnaval»  | Rubén Lena                 | Quinteto tiempo                                                                  |          |  |
| 8.  | «De cojinillo»            | José Gallardo, Daniel Toro | Quinteto tiempo                                                                  |          |  |
| 9.  | «Allahwkbarr»             |                            | OFO-The black company                                                            |          |  |
| 10. | «Armando»                 |                            | Folkloregruppe der befreiten Gebiete                                             |          |  |
| 11. | «Quang binh, vinh linh»   |                            | Tien Tho & Instrumentalgruppe des gesangs und tanzenensembles der jugend der DRV |          |  |
| 12. | «I shall sing»            |                            | Ensemble der jugend der DRV                                                      |          |  |
| 13. | «Arroz con leche»         |                            | Arturo Sandoval y Orquesta                                                       |          |  |